# William-Shakespeare-Urheberschaft

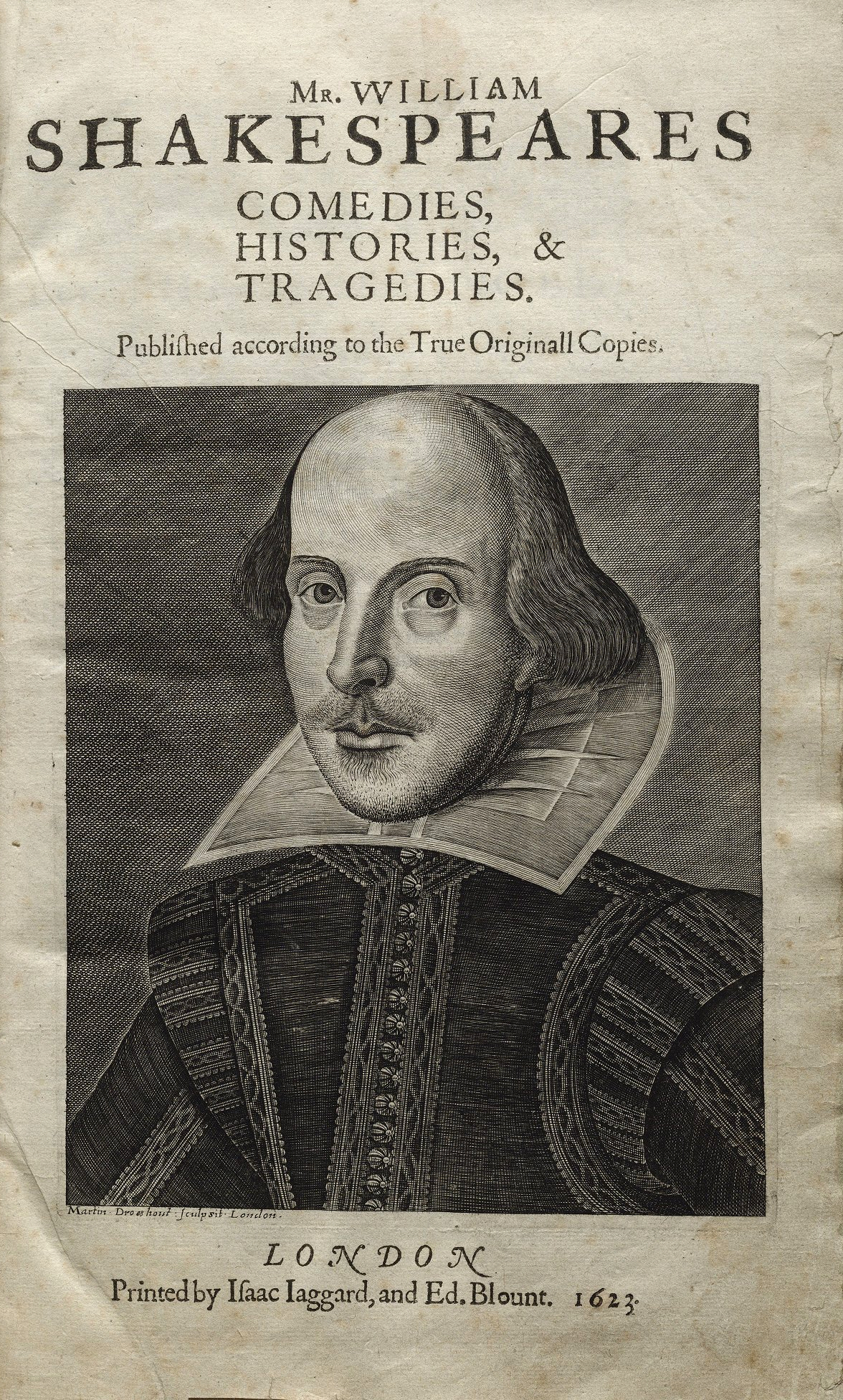
Vorderseite des sogenannten First Folio (1623), tituliert mit “the first collected edition of Shakespeare’s plays”. Die „Folio“-Ausgabe mit ihrem Porträt spielt eine erhebliche Rolle in der Debatte um die Urheberschaft. Der Kupferstich wird gewöhnlich Martin Droeshout dem Jüngeren zugeschrieben. Da dieser 1601 geboren, zum Todesjahr von William Shakespeare 1616, also sieben Jahre vor Veröffentlichung der Folio-Ausgabe, erst vierzehn Jahre alt war und deshalb den Stückeschreiber selbst wahrscheinlich nicht persönlich gekannt hat, haben Autorschaftszweifler auch die Entstehungsumstände des Shakespeare-Werks in Frage gestellt, ebenso wie Ben Jonsons Zusicherung, dass der Kupferstich „true to life“ sei. Stratfordianer antworten, dass seit langem angenommen werde, dass Droeshout von einer Vorlage, einem „Sketch“ ausgegangen sei. Charlton Ogburn, Autor von The Mysterious William Shakespeare (1984) notierte, dass die gebogene Linie, vom Ohr zum Kinn verlaufend, das Gesicht eher wie eine „Maske“ erscheinen lasse denn als die wahre Repräsentation einer tatsächlichen Person, während Kunsthistoriker nichts Ungewöhnliches in diesem Merkmal erkennen wollen.

William-Shakespeare-Urheberschaft behandelt die seit dem 18. Jahrhundert geführte Debatte, ob die William Shakespeare (1564–1616) aus Stratford-upon-Avon zugeschriebenen Werke in Wirklichkeit von einem anderen Autor oder von mehreren Autoren geschrieben wurden.
Die Gruppe der Zweifler an William Shakespeares Urheberschaft, besser als „Nicht-Stratfordianer“ bezeichnet, führen an, dass es an konkreten Beweisen fehle, dass der „shareholder“ und Geschäftsmann aus Stratford, William Shakspere, auch für das literarische Werk verantwortlich zeichnet, das seinen Namen trägt. Es gebe allzu große Lücken in den historischen Aufzeichnungen seines Lebens und es sei kein einziger von ihm je geschriebener Brief erhalten geblieben oder bekannt geworden.
Ein anderer oft erwähnter Grund für den Urheberschaftszweifel ist die für die Urheberschaftszweifler in den Shakespeare-Werken erkennbare mächtige Allgemeinbildung, die der Autor gehabt haben muss, dokumentiert unter anderem durch den gewaltigen Wortschatz von circa 29.000 verschiedenen Wörtern, beinahe sechsmal so viel wie die in der King-James-Bibel, die mit 5.000 verschiedenen Wörtern auskommt. Es gebe keine Beweise für den Besuch wenigstens der Grammar School oder gar einer Universität. Shakespeare wäre demzufolge nur eine Art „Strohmann“ („frontman“) für den wahren Autor gewesen, der anonym bleiben wollte (oder musste).
Annähernd 200 Jahre war Francis Bacon der führende Alternativkandidat. Daneben wurden andere Kandidaten vorgeschlagen, darunter Christopher Marlowe, William Stanley, 6. Earl of Derby und Edward de Vere, 17. Earl of Oxford. Letzterer war im 20. Jahrhundert unter den Nicht-Stratfordianern wohl der populärste Kandidat als potentieller Autor von Shakespeares Werken.
In der Literaturwissenschaft spielt die Urheberschafts-Debatte indes praktisch keine Rolle. Stephen Greenblatt, einer der führenden Shakespeare-Experten, schrieb etwa 2005, dass es in dieser Frage einen „überwältigenden wissenschaftlichen Konsens“ gebe, der auf der „seriösen Bewertung harter Fakten“ basiere.
Obwohl von der Literaturwissenschaft alle Theorien für Alternativkandidaten stets verworfen wurden, war das Interesse an der Urheberschaftsdebatte bis heute unter Nichtphilologen, besonders aber Theater-Professionellen (und auch so unterschiedlichen Berühmtheiten wie Friedrich Nietzsche, Otto von Bismarck, Sigmund Freud und Charlie Chaplin) stetig vorhanden, ein Trend, der sich auch im 21. Jahrhundert fortsetzt.
Ein großer Teil der Wissenschaftler und interessierten Laien hält diese Frage allerdings für bedeutungslos. Ein Beispiel für Letzteres wäre Egon Friedell, der in seiner Kulturgeschichte der Neuzeit schreibt:

„Die geringe oder falsche Schätzung, die Shakespeare zu seinen Lebzeiten erfahren hat, ist manchen so paradox erschienen, daß sie sie auf das Auskunftsmittel verfielen, seine Existenz überhaupt zu leugnen. Das ist allerdings eine sonderbare Art den Widerspruch zu lösen. (…) Vielleicht hieß er nicht Shakespeare: was kümmert uns seine Adresse!“

Robert Neumann überliefert das schöne Forschungsergebnis eines britischen Literaturwissenschaftlers, demzufolge Shakespeares Stücke nicht von Shakespeare stammen, sondern von einem anderen Autor gleichen Namens.

## Übersicht

### Etablierte Ansicht

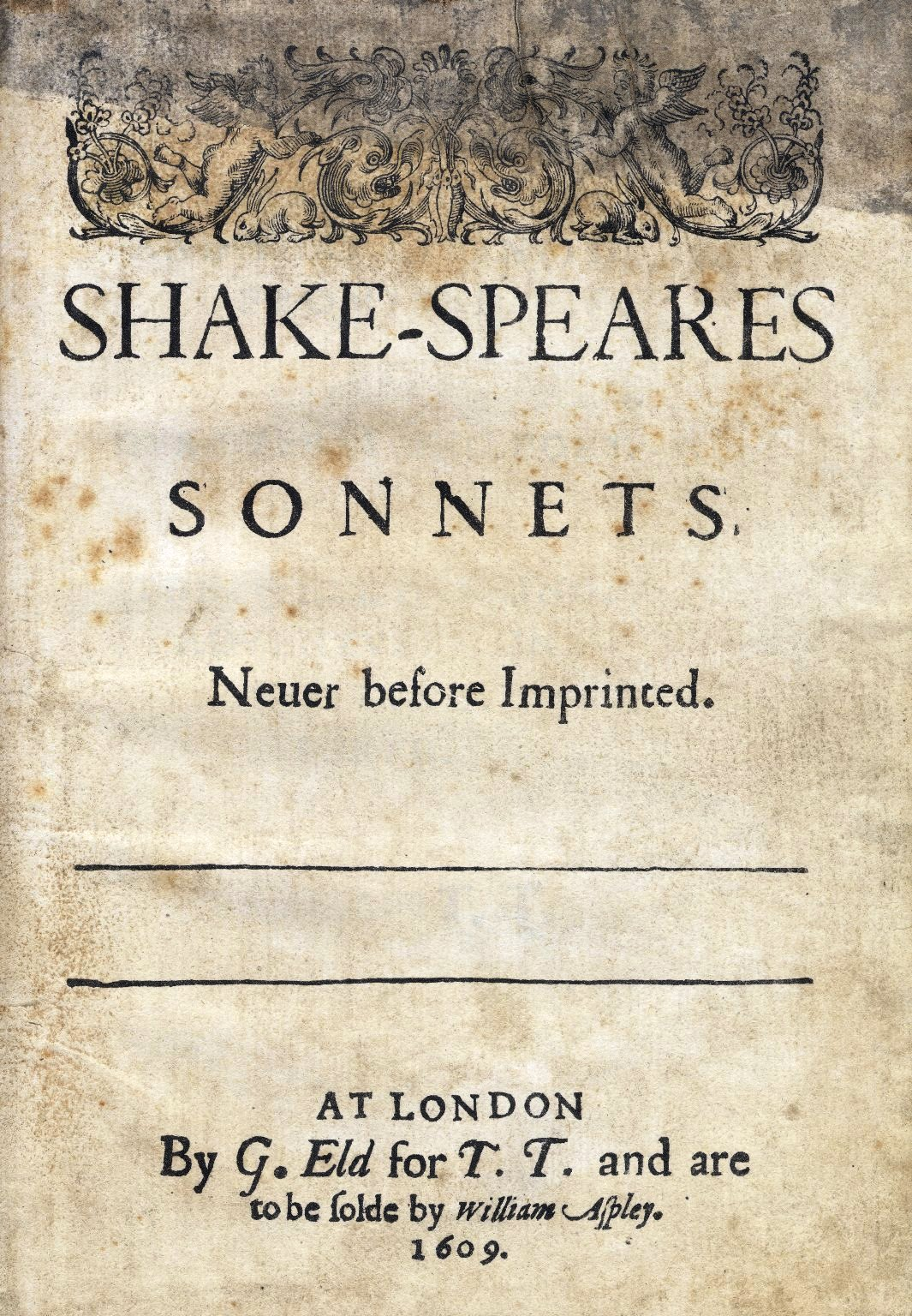
Titelseite der Erst-Ausgabe von SHAKE-SPEARE’S SONNETS 1609. Der hier mit einem Bindestrich versehene Name erschien auf dem Titelblatt von The Sonnets sowie auf den Titelblättern von 15 Stücken, die vor der Publikation der First Folio erschienen.

Innerhalb der etablierten Literaturwissenschaft gelten die folgenden Tatsachen als gesichert: William Shakespeare wurde 1564 in Stratford-upon-Avon geboren, zog (um 1580?) nach London um und wurde dort Dichter, Dramatiker, Schauspieler und Teilhaber („sharer“) der bekannten Theatergruppe Lord Chamberlain’s Men (später die King’s Men), die das Globe Theater und das Blackfriars Theater in London besaßen. Er pendelte zwischen London und Stratford hin und her und zog sich ca. 1612/13?, einige Jahre vor seinem Tod 1616, nach Stratford zurück. Shakespeares Name erschien auf vierzehn der fünfzehn vor seinem Tode veröffentlichten Werke. 1623 wurden sein dramatisches Gesamtwerk für eine Publikation zusammengestellt und in der First Folio Ausgabe gedruckt. William Shakespeare aus Stratford wurde durch folgende weitere Belege als der Autor des Werke-Kanons gleichgesetzt und mit ihm identifiziert.
- a) Shakespeare aus Stratford hinterließ in seinem Testament Ringe an Schauspieler seiner Londoner Theatertruppe, deren Namen – John Hemynges, Richard Burbage und Heny Cundell – allerdings erst später (nachträglich) zwischen den Zeilen eingefügt wurden,

- b) William Shakespeare aus Stratford und der Werke-Verfasser hatten den (fast) gleichen Namen, obwohl ausnahmslos in allen offiziellen „familiären“ Schriftstücken (wie z. B. Taufe, Todesfälle, Testament, Unterschriften bei juristischen oder kirchlichen Einträgen, geschäftlichen Anlässen u. a.) in seinem Namen Shak(e)speare der Buchstabe „e“ fehlte, der Name also als Shakspere, Shakspeare, Shagspere, Shaxsper u. a. geschrieben wurde.

- c) es existieren auf Shakespeares Wohnort „Stratford“ Bezug nehmende Zueignungsgedichte in der First Folio, die sich auf einen Schwan des (Flusses) Avon („Swan of Avon“) und auf sein Grab-Denkmal in der Wand der „Holy-Trinity-Church“ (his „Stratford monument“) beziehen. Das ist allerdings nicht eindeutig, da der Flussname „Avon“ in England mehrfach existiert.[10]

Viele Experten gehen davon aus, dass mit den Zeilen auf Shakespeares „Monument“ in Stratford in der Wand der Holy Trinity Church das Dichter-Genie gemeint ist, obwohl nirgends von einem Dichter oder „writer“ die Rede ist, dabei wird er mit Vergil und nicht mit Ovid verglichen, und seine Werke werden als lebende Kunst („living art“) bezeichnet. Auch die sogenannte „Widmung“ der Sonette trägt durch ihre mystifizierenden Andeutungen zum Verfasserschaftsstreit bei.

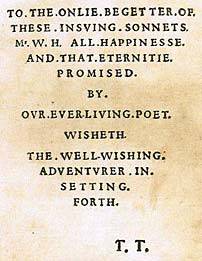
Zueignungs-Seite der Sonette

Weitere stützende Hinweise für die etablierte Sichtweise
- In seinem 1592 verfassten Pamphlet „Greene’s Groatsworth of Wit“ verspottet Robert Greene einen Stückeschreiber als „Shake-scene“ (Szenen-Erschütterer), als „emporgekommene Krähe“ („upstart crow“) und als Jack-of-all-trades, der seine Fähigkeiten nur vortäusche:
For there is an upstart Crow, beautified with our feathers, that with his Tygers hart wrapt in a Players hyde, supposes he is as well able to bombast out a blanke verse as the best of you: and beeing an absolute Johannes fac totum, is in his owne conceit the onely Shake-scene in a countrey. (Denn es gibt eine emporgekommene Krähe, fein herausgeputzt mit unseren Federn, die mit ihrem in einem Schauspielergewand versteckten Tigerherzen meint, Blankverse ausschütten zu können wie die Besten von euch: und als ein absoluter Hans-Dampf-in-allen-Gassen kommt er sich als der einzige Theater-Erschütterer im Land vor)
Dies legt nahe, dass die Zeitgenossen über einen Schriftsteller namens Shakespeare Bescheid wussten.[12] Nicht-Stratfordianer sind allerdings davon überzeugt, dass mit der „upstart crow“ nur der damals berühmteste Schauspieler Edward Alleyn gemeint gewesen sein könne, und keineswegs Shakespeare aus Stratford.

- Der Dichter John Davies of Hereford bezog sich zu Shakespeares Lebzeiten in seinem Buch „The Scourge of Follies“ in Epigram 159 auf „Shakespeare“ als „our English Terence“[13], obwohl das unmittelbar anschließende Epigramm 160 („to his most constant, though most unknown friend, No-Body“) auf das Problem anzuspielen scheint.
- Shakespeares Grabmonument in Stratford, das innerhalb eines Jahrzehnts nach seinem Tod (1616) erbaut wurde, stellt ihn heute mit einer Schreibfeder in der Hand dar. Er wurde also als Schriftsteller charakterisiert (obwohl auch eine wissenschaftliche Debatte darüber geführt wurde, ob das Grabmal zu einem späteren Zeitpunkt verändert wurde).[14]

### Urheberschaftszweifler
Für die sich heute namentlich bekennenden mehr als 5000 Autorschaftszweifler ergeben sich aus verschiedenen Quellen Hinweise dafür, dass Shakespeare von Stratford nur ein Strohmann für einen anderen, bisher nicht endgültig identifizierten Dramatiker gewesen ist, und gewesen sein muss. Andere Informationen aus historischen Quellen begründen Zweifel an Shakespeares Urheberschaft wie etwa die Beobachtung, dass seine Stücke ein Bildungsniveau spiegelten, das (einschließlich der antiken und neuzeitlichen Fremdsprachenkenntnisse) erheblich größer war, als Shakespeares Schulbildung je erwarten lassen konnte. Auch gebe es zahllose versteckte Hinweise auf Inhalte von Quellen und auf Personen, zu denen Shakespeare von Stratford keinen Zugang gehabt haben kann und die deshalb einen anderen Autor oder Kandidaten erwarten lassen müssen.

## Terminologie

### „Anti-Stratfordianer“
Diejenigen, die William Shakespeare aus Stratford als den Autor der Shakespeareschen Werke anzweifeln, nennen sich gewöhnlich „Anti-Stratfordianer“ (oder auch „Non-Stratfordianer“). Diejenigen, die in Francis Bacon, Christopher Marlowe oder in Edward de Vere, den Earl of Oxford den Hauptautor der Shakespeare’schen Stücke erkennen, werden gewöhnlich als Baconianer, Marlowianer oder Oxfordianer bezeichnet.

### „Shakspere“ versus „Shakespeare“
Im Elisabethanischen England gab es keine standardisierte Orthographie, schon gar nicht eines Eigennamens, weshalb man während der Lebenszeit von Shakespeare seinen Namen in verschiedensten phonetischen Schreibweisen (einschließlich „Shakespeare“) begegnet. Anti-Stratfordianer bezeichnen gewöhnlich den Mann aus Stratford als „Shakspere“ (wie sein Name im Tauf- und im Sterberegistereintrag erscheint) oder als „Shaksper“, um ihn von dem Werkeverfasser „Shakespeare“ oder „Shake-speare“, zu unterscheiden.
Anti-Stratfordianer weisen auch darauf hin, dass die allermeisten zeitgenössischen Bezugnahmen auf den Mann aus Stratford in öffentlichen Dokumenten ihn gewöhnlich in der ersten Silbe ohne „e“ als „Shak“, oder gelegentlich als „Shag“ oder „Shax“ schreiben, während der Dramatiker konsequent mit einem langen „a“ als „Shake“ buchstabiert wird. Stratfordianer bezweifeln indessen, dass der Stratford-Mann seinen Namen anders schrieb als die Herausgeber der Bücher. Da diese so genannten „Shakspere“-Konventionen kontrovers diskutiert werden, wird der Name in diesem Artikel stets „Shakespeare“ geschrieben.

## Die Idee einer geheimen Schriftstellerei im England der Renaissance
„Anti-Stratfordianer“ weisen zur Stützung der Möglichkeit, dass Shakespeare ein Strohmann war, auf Beispiele von anonymen oder pseudonymen Veröffentlichungen elisabethanischer Zeitgenossen hohen sozialen Rangs hin. In seiner Beschreibung zeitgenössischer Schriftsteller und Dramatiker schrieb Robert Greene, dass „Others…if they come to write or publish anything in print, it is either distilled out of ballets [ballads] or borrowed of theological poets which, for their calling and gravity, being loth to have any profane pamphlets pass under their hand, get some other Batillus to set his name to their verses.“ („Bei anderen, wenn sie etwas schreiben oder drucken lassen, ist es entweder aus Balladen gezogen oder von theologischen Dichtern entlehnt, die ihres Rufes und ihrer Würde wegen keine weltlichen Pamphlete unter ihrem Namen drucken lassen wollen und daher einen anderen Bathyllus finden, der seinen Namen unter ihre Verse setzt.“) Bathyllus war dafür bekannt, dass er Verse Vergils dem Kaiser Augustus gegenüber als die seinen ausgegeben hatte. Roger Ascham diskutiert in seinem Buch The Schoolmaster die Überzeugung, dass zwei Stücke, die dem römischen Dramatiker Terenz zugeschrieben wurden, heimlich von „worthy Scipio, and wise Lælius“ verfasst wurden, weil die Sprache zu erhaben war, als dass sie von einem „servile stranger“ (Terenz stammte aus Karthago und kam als Sklave nach Rom, sein afrikanischer Name ist unbekannt) wie Terenz hätte verfasst werden können.

## Gemeinsame Plausibilitäts-Argumente der Anti-Stratfordianer

### Geringe Spuren der Person Shakespeare
Es ist damit so gut wie nichts über die historische Person Shakespeare bekannt, und obwohl manches über ihn aus seinen Stücken indirekt erschließbar sein mag, bleibt er aufgrund eines Mangels an soliden lebensweltlichen Informationen über ihn selbst eine rätselhafte, obskure Person. John Michell notierte in Who Wrote Shakespeare (1996), dass „die bekannten Fakten über Shakespeares Leben … auf einem Blatt Papier niedergeschrieben werden könnten“. Er zitierte auch Mark Twains satirischen Kommentar dazu in Is Shakespeare dead? (1909).
Es gebe allzu große Lücken in den historischen Aufzeichnungen seines Lebens und es sei kein einziger von ihm je geschriebener Brief erhalten geblieben oder bekannt geworden. Sein detailliertes Testament erwähne keine seiner Geschäftsanteile, welche er am Globe- und Blackfriars Theatre besaß, es erwähne auch keine Bücher, Stücke, Gedichte oder andere Schriften von seiner Hand.
Literaturwissenschaftler betrachten diesen vollständigen Mangel an Information als nicht erstaunlich angesichts der so lange zurückliegenden Lebenszeit und der allgemein lückenhaften Dokumentation über das Leben nichtadliger bzw. nicht zur Oberschicht gehörender Personen aus jener Zeit, insbesondere aus dem Umkreis des Elisabethanischen Theaters.

### Shakespeares Bildung
Gegen das von den Nicht-Stratfordianern vorgebrachte Argument einer zu geringen Schulbildung wenden Stratfordianer ein, dass Shakespeare berechtigt war, The King’s School in Stratford bis zum Alter von vierzehn Jahren zu besuchen, wo er auch lateinische Dramatiker und Dichter wie Plautus und Ovid studiert haben soll. Da über Shakespeares Schulaufenthalt in Stratford keinerlei Aufzeichnungen existieren, kann heute nicht bewiesen werden, ob Shakespeare diese Schule tatsächlich überhaupt besucht hat. Es gibt keinerlei Quellen darüber, dass Shakespeare je eine Universität besucht hat. Es wird angenommen, dass sich Shakespeare teilweise autodidaktisch ausbildete.
Als ein ähnlicher Fall wird häufig der Dramatiker Ben Jonson herangezogen, weil er aus einer noch niedrigeren sozialen Schicht stammte als Shakespeare und dennoch zu einem Hofdichter emporstieg. Ähnlich Shakespeare besuchte Jonson nie eine Universität und wurde dennoch ein gebildeter Mensch, dem später ein Ehrentitel beider Universitäten (Oxford und Cambridge) verliehen wurde. Zusätzlich hatte Jonson Zugang zu Bibliotheken, mit deren Hilfe er seine Bildung weiterentwickeln konnte. Eine Quelle für Shakespeares mögliche Selbstausbildung wurde von A. L. Rowse vorgeschlagen, der bemerkte, dass einige der Quellen seiner Stücke im „Printers Shop“ von Richard Field verkauft wurden, einem ursprünglich aus Stratford stammenden Mann (in Shakespeares Alter), der bereits länger in London als Drucker lebte und arbeitete und auch für Lord Burghley (William Cecil) druckte.
Ben Jonsons Beitrag zu Shakespeares First Folio 1623 konstatiert, dass seine Stücke bedeutend seien, obwohl er nur über „small Latin and less Greek“ verfügte. Es wurde auch argumentiert, dass ein großer Teil seiner klassischen Bildung nur aus einem einzigen Text, Ovids Metamorphosen, abgeleitet werden kann, der ein kanonischer Text in vielen zeitgenössischen Schulen war. Anti-Stratfordianer betonen hingegen, dass dies keineswegs befriedigend erklärt, woher der Autor sein von ihnen angenommenes Wissen über fremde Sprachen (z. B. Griechisch, Lateinisch, Französisch, Italienisch, Spanisch oder Hebräisch), über moderne Wissenschaften (z. B. Mathematik, Astronomie, Medizin), über antike und moderne Geschichte, über europäische Geographie, über Juristerei, Kriegskunst und aristokratische Sportarten wie Tennis, Jagen und Falknerei usw. hatte.

### Shakespeares Testament

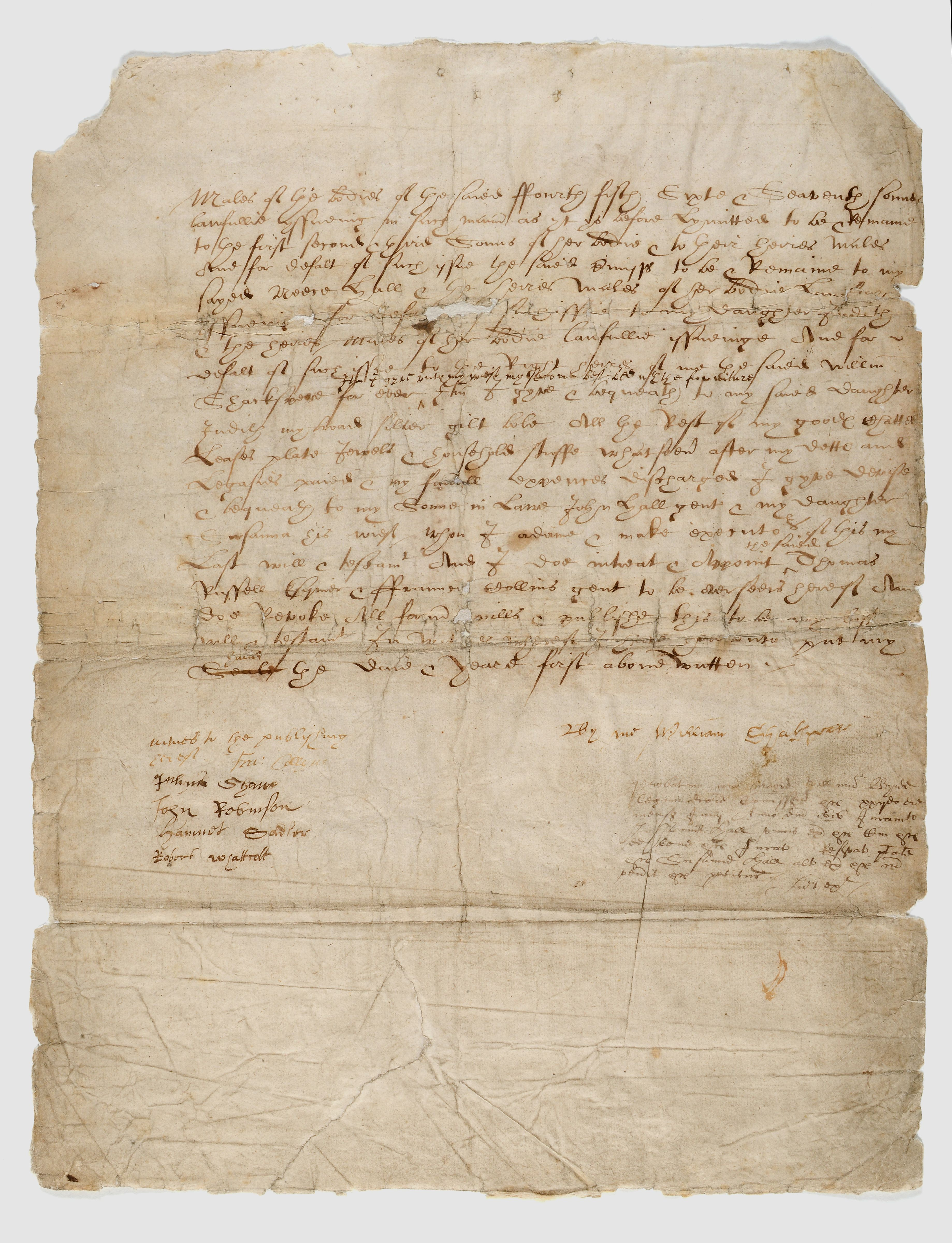
Shakespeares dreiseitiges Testament, 1616, ohne Hinweise auf einen literarischen Nachlass

William Shakespeares Testament ist lang und ausführlich, es listet im Detail die Besitztümer eines erfolgreichen Kleinbürgers auf.
Nicht-Stratfordianer finden es ungewöhnlich, dass sein Testament nirgends den Besitz von persönlichen Papieren, Briefen, Büchern, literarischen Hinterlassenschaften, Aufzeichnungen, Abrechnungen und Notizen irgendwelcher Art erwähnt (Bücher waren zu jener Zeit seltene und teure Besitztümer). Es wurden weder Gedichte, Manuskripte oder unfertige Arbeiten, Korrespondenzen oder Schriftstücke aufgelistet, noch finden sich irgendwelche Bezugnahmen auf seine Besitzanteile am Globe-Theater.
Im Besonderen weisen Nicht-Stratfordianer darauf hin, dass bei Shakespeares Tod (1616) achtzehn seiner Theaterstücke noch nicht gedruckt waren und dennoch keines dieser Stücke und literarischen Werke in seinem Testament erwähnt wurden, was einen Gegensatz beispielsweise zu Sir Francis Bacons zwei Testamenten darstellt, die sich auch auf Werke beziehen, die er erst posthum publiziert wissen wollte.
Nicht-Stratfordianer empfinden es als schwer nachvollziehbar, dass Shakespeare im Testament nicht den Wunsch zum Ausdruck brachte, dass seine Familie von seinen unveröffentlichten Werken (finanziell) profitieren sollte, und dass er offensichtlich überhaupt nicht daran interessiert zu sein schien, der Nachwelt etwas zu hinterlassen. Die Skeptiker erachten es auch als unwahrscheinlich, dass Shakespeare all seine Manuskripte der Theatertruppe der „King’s Men“ überlassen haben soll, bei der er doch selbst Teilhaber war. Denn zu jener Zeit war es üblich, dass einer Theatergruppe zugedachte Theaterstücke im gemeinsamen Eigentum von Autor und Theatertruppe standen.
Es gab 3 Teilhaber der Theater-Truppe, John Burbage, John Heminge und Henry Condell, deren Namen in der Zueignung in der First Folio 1623 als spätere nachträgliche Korrektur(?) zwischen den Zeilen des Testaments eingefügt wurden.

### Das Problem des Jahres 1604 (Aus der Sicht der Oxfordianer)
Die Gruppe der 'Oxfordianer' meinen, gewisse Dokumente sprächen dafür, dass die kontinuierliche Produktion neuer Shakespeare-Stücke auf geheimnisvolle Weise 1604 aufhörte, da der Earl of Oxford 1604 verstorben war. Hier nehmen Oxfordianer an, dass Ein Wintermärchen, Der Sturm, Heinrich VIII., Macbeth, King Lear und Antonius und Kleopatra, sogenannte „spätere Stücke“, nicht nach 1604 verfasst wurden. Oxfordianer zitieren den Erstdruck von Shakespeares Sonnets von 1609, in dessen scheinbarer Widmung der Passus „our ever-living Poet“ erscheint, und betonen, dass die Wörter „ever-living“ sehr selten, wenn überhaupt, auf eine lebende Person angewandt wurden – Worte, die typischerweise jemanden ehren, der gestorben und nach seinem Tod „unsterblich“ geworden ist. Es wird auch eine zeitgenössische Quelle zitiert, die nahelegen könnte, dass Shakespeare, der Teilhaber des Globe-Theaters, vor 1616 starb.

### Shakespeares Lese- und Schreibfähigkeit

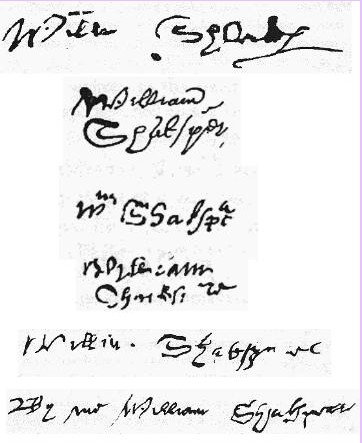
Sechs noch heute existierende Unterschriften von Shakespeare, zwischen 1612 und 1616. 1. Eine Unterschrift in einem Gerichtsfall (1612). 2. Kleine Unterschrift von einem Siegelstreifen eines Dokuments, das die Besitztümer des Blackfriars Theater (1613) in Augenschein nimmt. 3. Kleine Unterschrift von einem Siegelstreifen eines Hypotheken-Dokuments (1613). 4. Unterschrift der ersten Seite des Testaments Shakespeares (1616). 5. Unterschrift der zweiten Seite des Testaments. 6. Dritte Seite des Testaments, „By me William Shakspeare“.

Nicht-Stratfordianer führen an, dass insbesondere die letzten Unterschriften Shakespeares (siehe die nebenstehende Abbildung) so ungelenk sind, dass sie der Annahme der ausgedehnten schreibenden und schriftstellerischen Tätigkeit Shakespeares in jeder Hinsicht entgegenstehen. Alle Gruppen von Anti-Stratfordianern bemerken, dass die völlige Nicht-Existenz auch nur eines einzigen erhalten gebliebenen Briefs von Shakespeare nicht denkbar und möglich ist, in einem Zeitalter, indem die schriftliche Korrespondenz noch das alleinige bzw. vorherrschende Mittel jeglicher Kommunikation war. Sie betonen, dass ein Mann vom geistig-literarischen Kaliber Shakespeares nicht nur eine riesige Korrespondenz geführt haben muss, sondern diese sich auch nicht aufgelöst haben kann, da in aller Regel an einen Adressaten abgesandte Briefe sich dauerhaft der Kontrolle des Absenders entziehen. Dies fällt mit der Tatsache zusammen, dass auch kein einziges von Shakespeare handschriftlich verfasstes Theaterstück erhalten geblieben ist.
Ferner wird darauf hingewiesen, dass Shakespeares Familie, seine Frau Anne Hathaway und mindestens eine der beiden Töchter (Judith) nachweislich Analphabeten geblieben waren, woraus abzuleiten sei, dass Shakespeare ihnen das Schreiben nie beigebracht haben konnte oder beibringen wollte. Shakespeares ältere Tochter Susannah war jedoch in der Lage, Unterschriften zu leisten. Die Mehrheit der Shakespeareforscher vertritt die Ansicht, dass der Analphabetismus für Frauen der Mittelklasse im 17. Jahrhundert normal gewesen sei.

### Shakespeares Reputation
Nicht-Stratfordianer gehen davon aus, dass der Sohn eines Handschuhmachers aus der Provinz, der bis zu seinem frühen Erwachsenenalter in Stratford wohnte, nur mit geringer Wahrscheinlichkeit die Theaterstücke geschrieben haben kann, die sich in so persönlicher Weise mit den Aktivitäten, Reisen und dem Leben bei Hofe auseinandergesetzt haben. Diese Sichtweise wurde von Charles Chaplin publiziert: „In the work of greatest geniuses, humble beginnings will reveal themselves somewhere, but one cannot trace the slightest sign of them in Shakespeare. Whoever wrote Shakespeare had an aristocratic attitude.“ Orthodoxe Stratfordianer antworten darauf, dass die „glamouröse“ Welt der Aristokratie der beliebteste Hintergrund für Stücke dieses Zeitalters war. Sie fügen hinzu, dass zahlreiche englische Schriftsteller der Renaissance – einschließlich Christopher Marlowe, John Webster, Ben Jonson, Thomas Dekker und andere – trotz ihrer niederen Herkunft über die Aristokratie schrieben. Auch sei Shakespeare ein „nach oben offener“ Mensch gewesen: Seine Theatergruppe habe regelmäßig am Hof gespielt, und er habe deshalb ausreichend Gelegenheit bekommen, das höfische Leben zu beobachten. Zusätzlich habe ihn seine Theater-Karriere wohlhabend gemacht, so dass er für seine Familie ein Wappen und den Titel eines „Gentleman“ wie viele andere wohlhabende Mittelklasse-Menschen in jener Zeit erwerben konnte.
In The Genius of Shakespeare unterstreicht Jonathan Bate, dass das Standesargument umkehrbar sei: Die Stücke enthielten Einzelheiten des Unterklasse-Lebens, in das Adelige nur wenig Einblick hatten. Viele von Shakespeares lebhaftesten Figuren seien aus der Unterklasse oder ließen sich mit diesem Milieu assoziieren, wie z. B. Falstaff, Nick Bottom, Autolycus, Sir Toby Belch.
Nicht-Stratfordianer meinen, dass sich Shakespeares Behandlung der ländlichen Bevölkerung einschließlich komödiantischer und verletzender Namen (wie Bullcalfe, Elbow, Bottom, Belch, oft porträtiert als „the butt of jokes or as an angry mob“) deutlich von der Behandlung des Adels unterschied, die sehr viel persönlicher und vielschichtiger ausfiel. Stratfordianer deuteten ebenfalls darauf hin, dass Shakespeare im 17. Jahrhundert nicht als ein Experte des Hofes, sondern als ein Kind der Natur galt („Warbled his native wood-notes wild“, wie es John Milton in seinem Gedicht L’Allegro ausdrückte). Tatsächlich schrieb John Dryden 1668, dass die Dramatiker Beaumont und Fletcher die Unterhaltungen von „Gentlemen“ besser verstehen und imitieren konnten als Shakespeare, und 1673 generell über Dramatiker des „Elisabethanischen“ Zeitalters: „any of them had been conversant in courts, except Ben Jonson“ („jeder von ihnen hatte höfischen Umgang, ausgenommen Ben Jonson“). Da beispielsweise Ben Jonson (der selbst der Unterschicht entstammte) zwölf Jahre nach seinem ersten Stück brauchte, um ein Adelspatronat von Prinz Heinrich für seinen Kommentar zu The Masque of Queens (1609) zu erhalten, bezweifeln Nicht-Stratfordianer, dass ein noch unbekannter Shakespeare aus Stratford das Patronat des Earl of Southampton für sein Erstlingswerk, das lange Versepos Venus und Adonis (1593), so rasch erhalten haben könnte.

### Kommentare von Zeitgenossen
Zeitgenössische Kommentare von Schriftstellern über Shakespeare können als Ausdruck ihres Zweifels an seiner Autorschaft interpretiert werden. So hatte Ben Jonson eine widersprüchliche Beziehung zu Shakespeare. Einerseits betrachtete er ihn als einen Freund, als er 1637 schrieb „I loved the man“ – und ihn im First Folio 1623 lobte. Andererseits bezeichnete Jonson Shakespeare als „too wordy“. In seinem Kommentar zu dem Lob der Schauspielkollegen, dass er nie eine Zeile korrigierte, schrieb er: „would he had blotted a thousand“ („hätte er nur tausend gestrichen“) und dass er „flowed with that facility that sometimes it was necessary he should be stopped“ („die Worte so aus ihm heraussprudelten, dass es manchmal nötig war, ihn zu unterbrechen“).
Im selben Text (veröffentlicht 1641) spöttelte Jonson über eine Zeile von Shakespeare, in der er über die Person Cäsar (vermutlich in seinem Bühnenstück) schrieb „Caesar never did wrong but with just cause“ („Cäsar tat Unrecht nie ohne guten Grund“), die Jonson dumm fand, und in der Tat enthält der Text Jonsons 1623 im First Folio eine andere Zeile: „Know, Caesar doth not wrong, nor without cause / Will he be satisfied“ („Cäsar tut kein Unrecht, schon gar nicht grundlos, weil er vor sich selbst bestehen will“ (3.1.47-48)). Jonson äußerte sich über diese Zeile auch in seinem Stück The Staple of News verächtlich, ohne sich direkt auf Shakespeare zu beziehen. Einige Nicht-Stratfordianer interpretieren diese Bewertungen als Ausdruck eines Zweifels an Shakespeares Fähigkeiten, diese Stücke geschrieben zu haben.
In Robert Greenes posthumer Veröffentlichung Greene’s Groatsworth of Wit (1592 veröffentlicht, möglicherweise von dem Dramatiker Henry Chettle verfasst) wird ein Dramatiker namens „Shake-scene“ als eine emporgekommene Krähe („an upstart Crowe beautified with our feathers“) zusammen mit einem Zitat aus Heinrich VI. (Teil 3) verspottet (oben in der Übersicht zitiert). Die orthodoxe Sichtweise besteht darin, dass Greene den relativ ungebildeten Shakespeare kritisiert, weil er sich in die Gefilde des an einer Universität ausgebildeten Dramatikers Greene begibt. Einige Nicht-Stratfordianer gehen davon aus, dass Greene tatsächlich Shakespeares Urheberschaft anzweifelt. In Robert Greenes früherer Arbeit Mirror of Modesty (1584) wird die Zueignung erwähnt „Ezops Crowe, which deckt hir selfe with others feathers“ („Äsops Krähe, die sich mit fremden Federn schmückte“) als Bezug zu Aesops Fabel die Krähe, der Igel und die Federn, die sich gegen Menschen richtet, die vorgeben, dass sie etwas besäßen, was sie nicht haben. In John Marstons satirischem Gedicht The Scourge of Villainy (1598) wendet sich Marston gegen die Oberklasse, die durch ihre sexuellen Kontakte mit der Unterklasse als verunreinigt bezeichnet wird. Gewürzt mit sexueller Metaphorik fragt Marston:
Shall broking pandars sucke Nobilitie?

Soyling fayre stems with foule impuritie?

Nay, shall a trencher slaue extenuate,

Some Lucrece rape?. And straight magnificate

Lewd Jovian Lust? Whilst my satyrick vaine

Shall muzzled be, not daring out to straine

His tearing paw? No gloomy Juvenall,

Though to thy fortunes I disastrous fall.
(Übersetzung in etwa: Soll'n heruntergekommene Kuppler sich mit dem Adel verbandeln? Soll befleckte Schönheit mit übelriechender Unreinheit ringen? Ja, soll ein Sklave die Schändung einer Lukrezia verherrlichen? Und so die Lust eines geilen Jupiter befördern? Während meiner satirischen Ader das Maul gestopft werden soll, weil niemand wagt, seiner zuschlagenden Pranke Einhalt zu gebieten? Nein, trübsinniger Juvenal, so würde ich ja dein grausames Schicksal teilen.)
Der Überlieferung nach wurde der römische Satire-Dichter Juvenal von Domitian ins Exil geschickt, weil er einen Schauspieler verhöhnt hatte, in den der Kaiser verliebt war, und wurde im Exil sehr trübsinnig (gloomy). Marstons Gedicht könnte sich gegen einen Schauspieler gerichtet haben, sozusagen als Frage, ob solch ein niedrigstehender Sklave (trencher slave, der also Gräben aushebt) die Schändung der Lukrezia (Rape of Lucrece) in Shakespeares gleichnamigem Gedicht verharmlost habe. Die Anfangszeilen würden dann Shakespeare, der ein solches Gedicht Lucretia verfasst hatte, als „broking pandar“ („heruntergekommenen Zuhälter“) bezeichnen, der sich in niedrigster Weise beim Adel einschmeichelt („suck nobility“), vielleicht eine Anspielung auf das mit dem Gedicht gewonnene Patronat des Earl of Southampton. Zudem stammt das Wort „pandar“ aus Shakespeares Stück Troilus und Cressida (es bedeutete damals „Kuppler“, heute eher „Zuhälter“). Es ist ein ursprünglich italienisches Wort, das durch Shakespeare in die englische Sprache einging.

### Hinweise in den Gedichten
'Oxfordianer' wie Charlton Ogburn haben wiederholt Shakespeares Sonette als Evidenz für ihre Position verwendet. Sie zitieren z. B. Sonnet 76 als offensichtliches trickreiches Zugeständnis des Autors:
Why write I still all one, ever the same,

And keep invention in a noted weed,

That every word doth almost tell my name,

Showing their birth, and where they did proceed?
(„Warum schreib ich denn immer nur das eine, stets das gleiche, und stecke die Erfindung in ein bekanntes Kleid, dass jedes Wort fast meinen Namen sagt, was sie gebar, die Worte, und woran sie wuchsen?“)

### Geographisches Wissen
Die meisten Nicht-Stratfordianer schreiben die Stücke einem polyglotten Autor zu, da sich viele in europäischen Ländern abspielen und starke Aufmerksamkeit für lokale geografische Details erkennen lassen. Sie vermuten, dass solche lokalen Informationen aus erster Hand unmittelbar vor Ort stammen, und gehen von einem Diplomaten, Aristokraten oder Politiker als Autor der Stücke aus. Stratfordianer antworten darauf, dass zahlreiche zeitgenössische Stücke anderer Dramatiker ebenfalls in anderen Ländern spielten und dass Shakespeare in dieser Hinsicht nichts Außergewöhnliches biete. Zusätzlich habe Shakespeare in vielen Fällen die Ortsbeschreibung aus Quellen entlehnt.
Auch jenseits der Urheberschaftsfrage entwickelte sich eine Debatte über das Ausmaß geographischen Wissens, das in den Shakespeare-Stücken zum Ausdruck kommt. Einige Wissenschaftler argumentierten, dass es in den Texten überhaupt nur wenige topographische Informationen gebe (nirgends im Othello oder dem Kaufmann von Venedig seien venezianische Kanäle erwähnt). Es ergeben sich tatsächliche auffällige Fehler, z. B. bezog sich Shakespeare in dem Stück Ein Wintermärchen auf ein Böhmen mit einer Meeresküste, bekanntlich ist Böhmen aber nur von Land umgeben. Shakespeare bezog Verona und Mailand in dem Stück Zwei Herren aus Verona auf Seehäfen, die Städte liegen aber im Inland, in dem Stück Ende gut, alles gut meinte er, dass eine Reise von Paris nach Nord-Spanien Italien berühren müsse, und in dem Stück Timon von Athen spricht er davon, dass es im Mittelmeer Ebbe und Flut gebe und dass diese nur einmal statt zweimal am Tage stattfänden. In einzelnen anderen Fällen wie in Der Kaufmann von Venedig zeige sich ein detailliertes lokales Wissen über die damalige Stadt, es erscheine z. B. das einheimische Wort „traghetto“ für den venezianischen Schiffsverkehr als traject im veröffentlichten Text.
In allen Fällen sei jedoch der wesentliche Umstand übersehen worden, dass solcherlei geographische Fehler bereits in Shakespeares Quellen oder in Robert Greenes Pandosto vorhanden waren und deshalb in den Stücken nur wiederholt wurden – was allerdings ebenfalls gegen die Theorie eigener Anschauung spricht.
Wissenschaftler gehen davon aus, dass Shakespeares Stücke verschiedene geographisch gebundene Namen für eine bestimmte Flora und Fauna enthielten, die nur für die Grafschaft Warwickshire, in der Stratford-upon-Avon gelegen ist, gültig waren, z. B. love in idleness im Sommernachtstraum für das Wilde Stiefmütterchen (Viola tricolor).
Solche Namen ließen vermuten, dass ein in der Grafschaft Warwickshire Geborener diese Stücke geschrieben haben könnte. Anhänger der Oxford-These betonten, dass de Vere ein Landhaus in Bilton in Warwickshire besaß, obwohl Quellen belegen, dass er das Haus 1574 vermietet und 1581 verkauft hatte.

## Kandidaten

### Geschichte alternativer Zuordnungen
Die ersten indirekten Hinweise, die einen Verdacht bezüglich der Urheberschaft am Shakespearewerk begründeten, kamen bereits von elisabethanischen Zeitgenossen selbst. 1595 veröffentlichte der Dichter Thomas Edwards sein Werk Narcissus und den L’Envoy (Ankündigung) zu Narcissus, in denen er deutlich sagt, Shakespeare müsse ein Aristokrat gewesen sein. Edwards bezog sich auf den Dichter von Venus und Adonis als auf jemanden, der „dressed in purple robes“ („gekleidet in Purpur-Gewänder)“ sei, Purpur-Violett hier verstanden als Symbol der Aristokratie. Der elisabethanische Satiriker Joseph Hall (1597) und sein Zeitgenosse John Marston (1598) vermuteten, dass Sir Francis Bacon der Autor von Venus and Adonis und The Rape of Lucrece gewesen sei. Am Beginn des siebzehnten Jahrhunderts hinterließ Gabriel Harvey, ein Gelehrter aus Cambridge, sogenannte „Marginalia“ (Randnotizen) in seinen Exemplaren von Geoffrey Chaucers Werken, die nahelegen, dass er davon ausging, Sir Edward Dyer sei der Autor von Venus and Adonis. Alle diese Hinweise waren jedoch bestenfalls verschleierte Andeutungen, keine expliziten Behauptungen.
Die ersten direkten Hinweise auf einen Zweifel an der Urheberschaft Shakespeare entstanden im achtzehnten Jahrhundert, als unorthodoxe Sichtweisen über Shakespeare in drei verschiedenen allegorischen Erzählungen zum Ausdruck kamen. In einem Essay Against Too Much Reading (1728) von Captain Golding wird Shakespeare als reiner Kollaborateur dargestellt, der „in all probability could not write English“ („nach aller Wahrscheinlichkeit nicht Englisch schreiben konnte“). In dem Werk The Life and Adventures of Common Sense (1769) von Herbert Lawrence wird Shakespeare als ein „shifty theatrical character … and incorrigible thief“ („verschlagener Theater-Charakter und unverbesserlicher Dieb“) gekennzeichnet. In The Story of the Learned Pig (1786), verfasst von einem unbekannten Autor, wird Shakespeare als „an officer of the Royal Navy“ beschrieben, der ausschließlich als ein „Strohmann“ für den wirklichen Autor herhalten musste, eine Person namens „Pimping Billy“ (eine sexuelle Anspielung, Billy für William).
Während dieser Zeit erforschte der gelehrte Geistliche James Wilmot aus Warwickshire die Biographie von Shakespeare. Er bereiste intensiv die Gegend um Stratford-upon-Avon und besuchte Bibliotheken und Büchereien von Landhäusern im Umkreis von etwa fünfzig Meilen, um nach Quellen, Briefen und Büchern zu suchen, die mit Shakespeare in Verbindung zu bringen waren. Um 1781 war Wilmot über den Mangel an dokumentarischen Erwähnungen von Shakespeare derart bestürzt, dass er zu der Schlussfolgerung kam, Shakespeare könne nicht der Verfasser des Shakespearewerks sein. Da Wilmot die Werke von Sir Francis Bacon bekannt waren, kam er zu der Auffassung, dass wahrscheinlich Bacon der tatsächliche Autor sein müsse. Er berichtete dies einem gewissen James Cowell, der die These dann 1805 vor der Ipswich Philosophical Society vortrug (Cowells Manuskript wurde erst im Jahre 1932 wiederentdeckt).

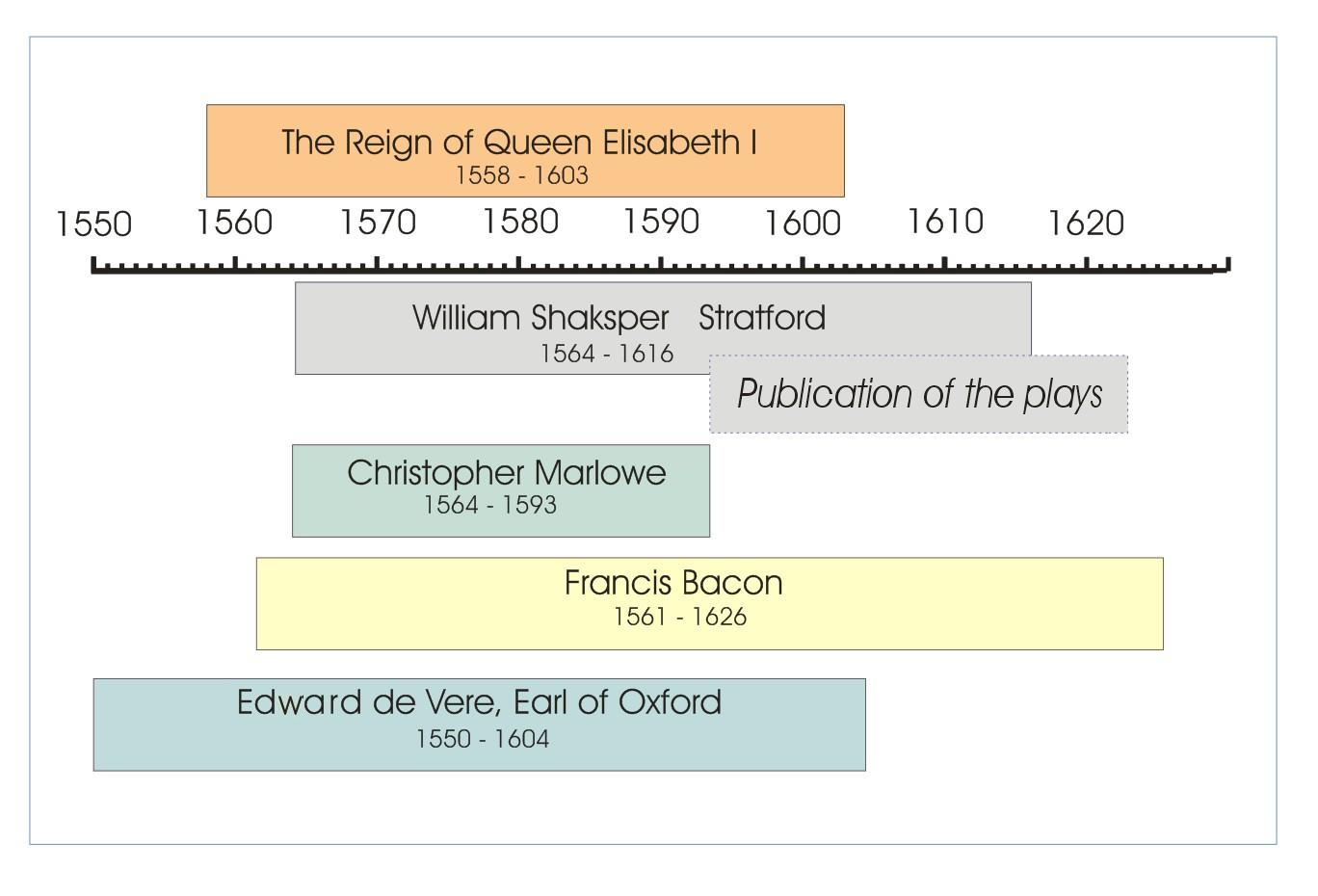
Zeitdiagramm der wichtigsten Urheberschaftskandidaten. Es sei angemerkt, dass Marlowianer nicht davon ausgehen, dass Marlowe 1593 starb und dass die letzte Shakespeare-Veröffentlichung wohl The Two Noble Kinsmen 1637 war.

Alle diese Annahmen bzw. Untersuchungen gerieten bald wieder in Vergessenheit. Im Rahmen der zunehmenden Shakespeare-Verehrung trat Sir Francis Bacon erst im 19. Jahrhundert erneut und erheblich nachdrücklicher als Alternativ-Kandidat ins Rampenlicht.
Viele der Urheberschaftszweifler im 19. Jahrhundert bekannten sich als „Agnostiker“ und waren nicht bereit, einen speziellen Alternativ-Kandidaten zu unterstützen. Der populäre amerikanische Dichter Walt Whitman formulierte seinen Skeptizismus, den er Horace Traubel mitteilte, so: „I go with you fellows when you say no to Shaksper: that’s about as far as I have got. As to Bacon, well, we’ll see, we’ll see.“
Ab dem Jahre 1908 führte Sir George Greenwood eine langanhaltende Debatte mit Shakespeare-Biographen wie Sir Sidney Lee und J. M. Robertson. Mit seinen zahlreichen Büchern über die Urheberschaftsfrage bemühte er sich, gegen die herrschende Meinung, William Shakespeare sei der Autor des Shakespearewerks, anzukämpfen; gelangte aber zunächst nicht zur endgültigen Unterstützung eines bestimmten Alternativkandidaten. 1922 schloss er sich dann John Thomas Looney an, der erstmals für die Urheberschaft von Edward de Vere, dem 17. Earl of Oxford eintrat, indem er „The Shakespeare Fellowship“ unterstützte, eine internationale Organisation, die sich der Diskussion und Förderung der Urheberschaftsdiskussion verschrieben hatte. 1975 erklärte die Encyclopædia Britannica, dass wohl de Vere der wahrscheinlichste Alternativkandidat sei. Seit den 1980er-Jahren nimmt die Unterstützung für Oxfords Urheberschaft zu.
Auch der Dichter und Dramatiker Christopher Marlowe hat sich im 20. Jahrhundert zu einem plausibleren Kandidaten entwickelt.
Verschiedene andere Kandidaten – unter ihnen De Veres Schwiegersohn William Stanley, 6. Earl of Derby – sind als Kandidaten zwar vorgeschlagen worden, haben aber bis heute keine größere Anhängerschaft.

### Edward de Vere, 17th Earl of Oxford

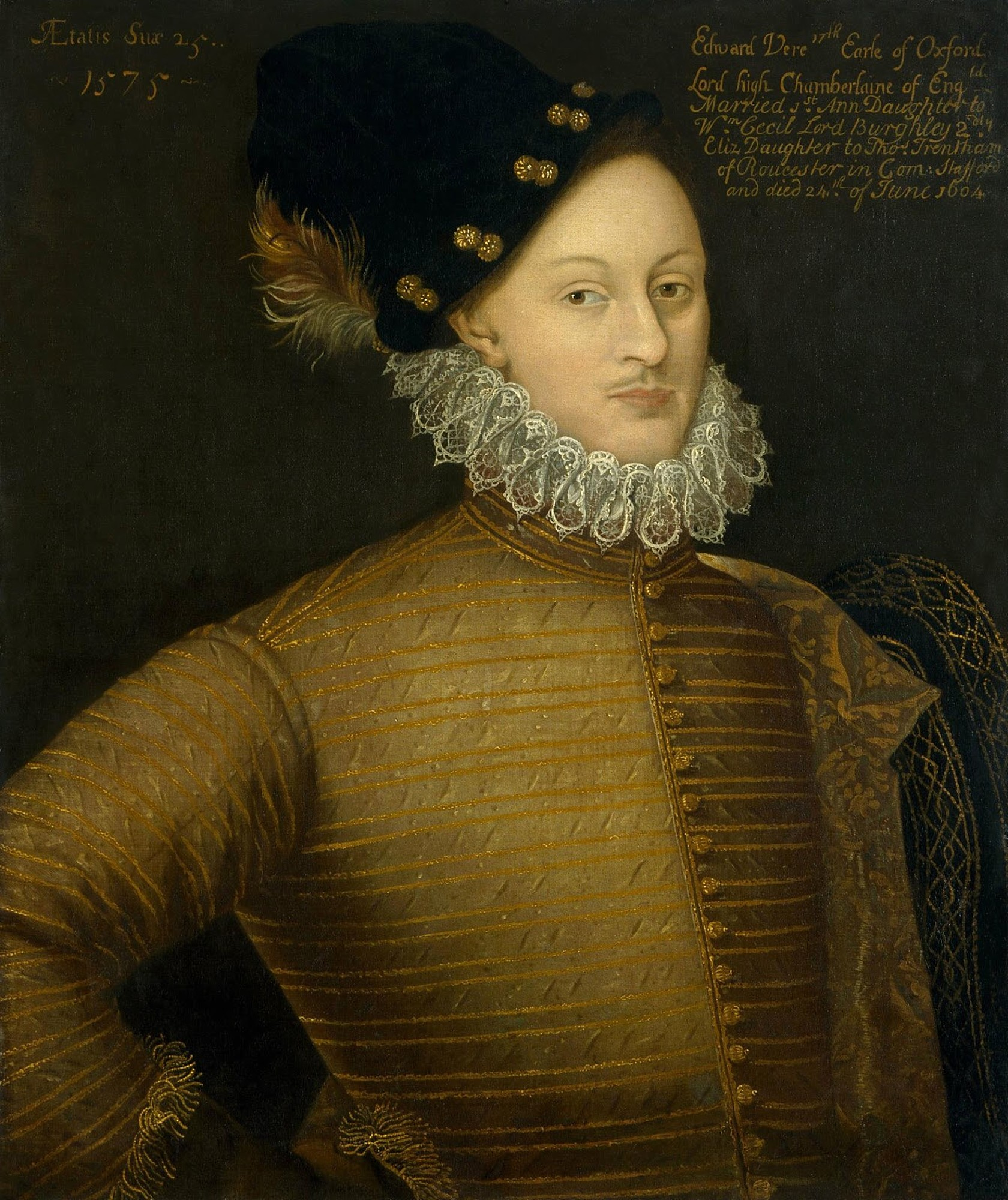
Edward de Vere, 17th Earl of Oxford. Von einem Kupferstich von J. Brown nach G.P. Harding 1575. Oxford wird als der führende Alternativ-Kandidat für den Autor gesehen, der sich hinter dem Pseudonym Shakespeare verbirgt.

Der wohl populärste gegenwärtige Kandidat ist Edward de Vere, 17. Earl of Oxford, zum ersten Mal 1920 von J. Thomas Looney vorgeschlagen. Diese Theorie hatte bereits in den zwanziger Jahren verschiedene berühmte Anhänger gefunden wie Sigmund Freud, Orson Welles, Marjorie Bowen und viele andere Intellektuelle im frühen 20. Jahrhundert. Die Oxford-Theorie erreichte 1984 durch Charlton Ogburns Buch The Mysterious William Shakespeare einen deutlicheren Zulauf, worauf Oxford rasch zu dem wichtigsten Alternativ-Kandidaten emporstieg. Oxfordianer stützen ihre Theorie auf die Umstände von zahlreichen und auffälligen Übereinstimmungen bzw. Ähnlichkeiten zwischen der Biographie von Oxford und Ereignissen in Shakespeares Stücken. Sie weisen hin auf zeitgenössische Bezugnahmen zu Oxford, auf sein Talent als Dichter und Dramatiker, auf seine Nähe zu Königin Elisabeth I. und das höfische Leben, auf die Unterstreichungen in Oxfords Bibel, von der sie meinen, dass sie mit Shakespeares Inhalten in seinen Stücken korrespondieren, auf Satz- und Gedankenähnlichkeiten zwischen Shakespeares Werken und Oxfords erhaltenen Briefen und Gedichten, auf seine hohe Bildung und Intelligenz, seine Reiseberichte über Italien einschließlich vieler Orte der Shakespeare-Stücke. Anhänger der Stratfordianischen Sichtweise zweifeln die meisten dieser Argumente an. Für Stratfordianer ist der überzeugendste Beweis gegen Oxford, dass er bereits 1604 starb, während sie davon ausgehen, dass eine Anzahl von Shakespeare-Stücken erst nach dem Todeszeitpunkt Oxfords 1604 geschrieben worden sein dürften. Anti-Stratfordianer halten dem entgegen, dass keine genauen Zeitpunkte der Entstehung der Stücke und Gedichte bekannt oder mit Sicherheit rekonstruierbar seien. Neuere textwissenschaftliche oder editionskritische Forschungsergebnisse, die bei Stücken wie Macbeth, The Winter’s Tale oder Henry VIII eindeutige Indizien wie beispielsweise aktuelle Anspielungen oder intertextuelle Verweise liefern, die eine frühere Datierung dieser Stücke und grundlegende Änderung der Chronologie der Shakespeareschen Werke ausschließen, versuchen sie mit der Vermutung zu entkräften, de Vere habe jene Stücke bereits zu Lebzeiten vorgefertigt. Nach seinem Tode seien diese Werke dann seinem Nachlass erst später entnommen und vor ihrer Veröffentlichung entsprechend aktualisiert worden. The Tempest, das an mehreren Stellen deutliche Hinweise auf die Nachricht vom Untergang des Flaggschiffes Sea Adventure vor der Küste Bermudas Ende Juli 1609 enthält, die England erst 1610 erreichte, und auch aus anderen weitgehend unstrittigen Gründen nicht vor 1610 entstanden sein kann, ist nicht stimmig im Rahmen der Oxford-Hypothese einzuordnen und wird von den Oxfordianern aus diesem Grund zumeist als zweitrangiges Werk eingestuft, das möglicherweise überhaupt nicht Shakespeare zuzurechnen sei.
Darüber hinaus wird aus literaturwissenschaftlicher Sicht gegen die Oxford-Hypothese mitunter vorgebracht, dass Oxfords veröffentlichte Gedichte keine stilistischen Ähnlichkeiten zu den Werken Shakespeares zeigen. Oxfordianer wenden dagegen ein, dass die Oxford-Gedichte diejenigen eines sehr jungen Mannes gewesen seien, und stützen ihre Argumente, indem sie Oxfords Dichtkunst und Shakespeares „frühe“ Werke wie Romeo und Julia vergleichen.
Im deutschsprachigen Raum hat sich in jüngerer Zeit seit Mitte der 1990er-Jahre eine Gruppierung von Anhängern der Oxford-Hypothese herausgebildet, die von 1997 bis 2008 das jährlich erscheinende Neue Shake-Speare Journal herausbrachte. Im März 2010 wurde von dieser Gruppe die „Neue Shake-speare Gesellschaft“ gegründet; seit 2012 erscheinen die Jahresbände dieser Gesellschaft unter dem Titel Spektrum Shake-speare.
Der amerikanische Shakespeare-Gelehrte und Autor Irvin Leigh Matus versuchte dagegen in seiner Forschungsarbeit, die er im Wesentlichen ebenfalls seit den 1990er-Jahren in verschiedenen Fachartikeln sowie in Buchform veröffentlichte, die Thesen und Annahmen der Oxfordianer umfassend zu widerlegen.

### Sir Francis Bacon

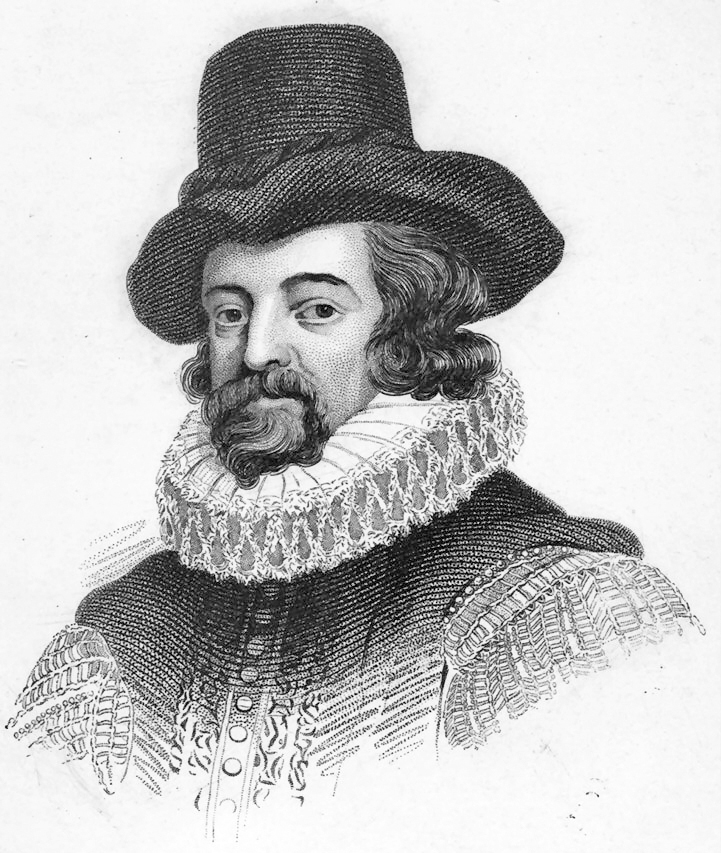
Sir Francis Bacon wird häufig als möglicher Autor der Shakespeare’schen Stücke genannt.

Der Politiker William Henry Smith stellte 1856 die Behauptung auf, dass Sir Francis Bacon, ein Zeitgenosse Shakespeares und berühmter Wissenschaftler, Philosoph, Höfling, Diplomat, Essayist, Historiker und einflussreicher Politiker, der Autor der Werke Shakespeares sei. Bacon diente zugleich als „Solicitor General“ (1607), Kronanwalt („Attorney General“) (1613) und Lordkanzler (1618). Smith wurde 1857 von Delia Bacon in ihrem Buch The Philosophy of the Plays of Shakespeare Unfolded unterstützt. Sie behauptete, dass es eine Gruppe von Schriftstellern (Francis Bacon, Sir Walter Raleigh und Edmund Spenser) gewesen sei, die zum Zweck der Verbreitung eines philosophischen Moralsystems die gemeinsame Verantwortung für das Shakespeare-Werk übernommen hätten, die ein einzelner aus der Gruppe nicht allein habe auf sich nehmen können. Delia Bacon glaubte, ein solches System auf einer zweiten Bedeutungsebene der Dramentexte entdeckt zu haben. Constance Mary Fearon Pott (1833–1915) kam zu einer modifizierten Sichtweise, gründete 1885 die „Francis Bacon Society“ und publizierte 1891 in ihrem Buch Francis Bacon and his secret society eine Bacon-zentrierte Urheberschaftstheorie.
Delia Bacon argumentierte, dass bereits in der Antike das Schauspiel als Mittel der Erziehung zur Sittlichkeit („as a means of educating men’s minds to virtue“) benutzt worden sei. Eine andere Hypothese nahm an, dass Francis Bacon allein agiert und seine Moralphilosophie der Nachwelt in den Shakespeare-Stücken hinterlassen habe. Obwohl er in seinem Advancement of Learning (1605) neben der Wissenschaftstheorie auch die Moral behandelt, wurde zu Bacons Lebzeiten nur seine Wissenschaftsmethodik veröffentlicht (Novum Organum 1620). Francis Carr behauptete sogar, dass Francis Bacon sowohl Shakespeares Werke als auch den Roman Don Quichote von Cervantes geschrieben habe.
Unterstützer der Bacon-Theorie machten besonders auf Ähnlichkeiten zwischen speziellen Sätzen und Redewendungen der Shakespeare-Stücke und Sätzen und solchen von Francis Bacon in seinen Notizbüchern „The Promus“ aufmerksam. Sie waren der Öffentlichkeit über mehr als 200 Jahre unbekannt. Zahlreiche Einträge in diesen Notizbüchern, die oft gleichzeitig mit der Veröffentlichung oder Aufführung von Shakespeare-Stücken vorgenommen wurden, hätten später Eingang in die Shakespeare-Stücke gefunden. Auch habe Bacon in einem Brief eingestanden, er sei ein „verborgener“ Dichter, „a concealed poet“, gewesen. Bacon gehörte auch dem „governing council of the Virginia Company“ an, als William Stracheys Briefe aus der Kolonie Virginia in England eintrafen, Berichte über Schiffshavarien, die von manchen Wissenschaftlern als Quellen für Shakespeares Stück Der Sturm angesehen werden (s. unten).
In Deutschland war Nietzsche von der Theorie der Bacon'schen Autorschaft fasziniert und kokettierte ironisch damit, wenn er etwa in seiner Autobiographie Ecce Homo schreibt:

„Und, daß ich es bekenne: ich bin mir dessen instinktiv sicher und gewiß, daß Lord Bacon der Urheber, der Selbstthierquäler dieser unheimlichsten Art Litteratur ist: was geht mich das erbarmungswürdige Geschwätz amerikanischer Wirr- und Flachköpfe an? Aber die Kraft zur mächtigsten Realität der Vision ist nicht nur verträglich mit der mächtigsten Kraft zur That, zum Ungeheuren der That, zum Verbrechen — sie setzt sich selbst voraus […] Gesetzt, ich hätte meinen Zarathustra auf einen fremden Namen getauft, zum Beispiel auf den von Richard Wagner, der Scharfsinn von zwei Jahrtausenden hätte nicht ausgereicht, zu errathen, daß der Verfasser von „Menschliches, Allzumenschliches“ der Visionär des Zarathustra ist […]“

Ein weiterer bekannter Vertreter in Deutschland war der Mathematiker Georg Cantor.
Als vehementer Verfechter von Bacons Urheberschaft trat auch Edwin Bormann auf, der um die Wende vom 19. zum 20. Jahrhundert in zahlreichen Veröffentlichungen diese Ansicht äußerte. Er glaubte nachgewiesen zu haben, dass Erkenntnisse aus den naturwissenschaftlich-philosophischen Schriften Bacons, die zum Teil erst posthum zugänglich wurden, sich in einzelnen Dramen Shakespeares finden.
Eine vorläufig letzte engagierte Vertreterin der These, Bacon habe Shakespeares Werke verfasst, war die deutsche Schriftstellerin Erna Grautoff. Zur ausführlichen Darstellung ihrer Annahme schrieb sie einen Roman, dazu eine wissenschaftlich gemeinte Begleitschrift. Grautoff geht sogar so weit, anzunehmen, Francis Bacon sei ein Sohn von Elizabeth I. gewesen und habe seine Mutter in einigen seiner Sonette aufgefordert, ihn als leiblichen Sohn und darum natürlichen Nachfolger auf dem Thron öffentlich anzuerkennen. Für ihren Roman übersetzte Grautoff 42 Sonette Shakespeares.
Literaturwissenschaftler und Philologen überzeugte die Bacon-Theorie damals so wenig wie heute. Sie argumentieren, dass Bacons Dichtkunst zu verschieden vom Stil Shakespeares sei, und bemerken, dass Shakespeare rechtliche Aspekte und Termini weit abstrakter behandle als der Berufsjurist Bacon.

### Christopher Marlowe

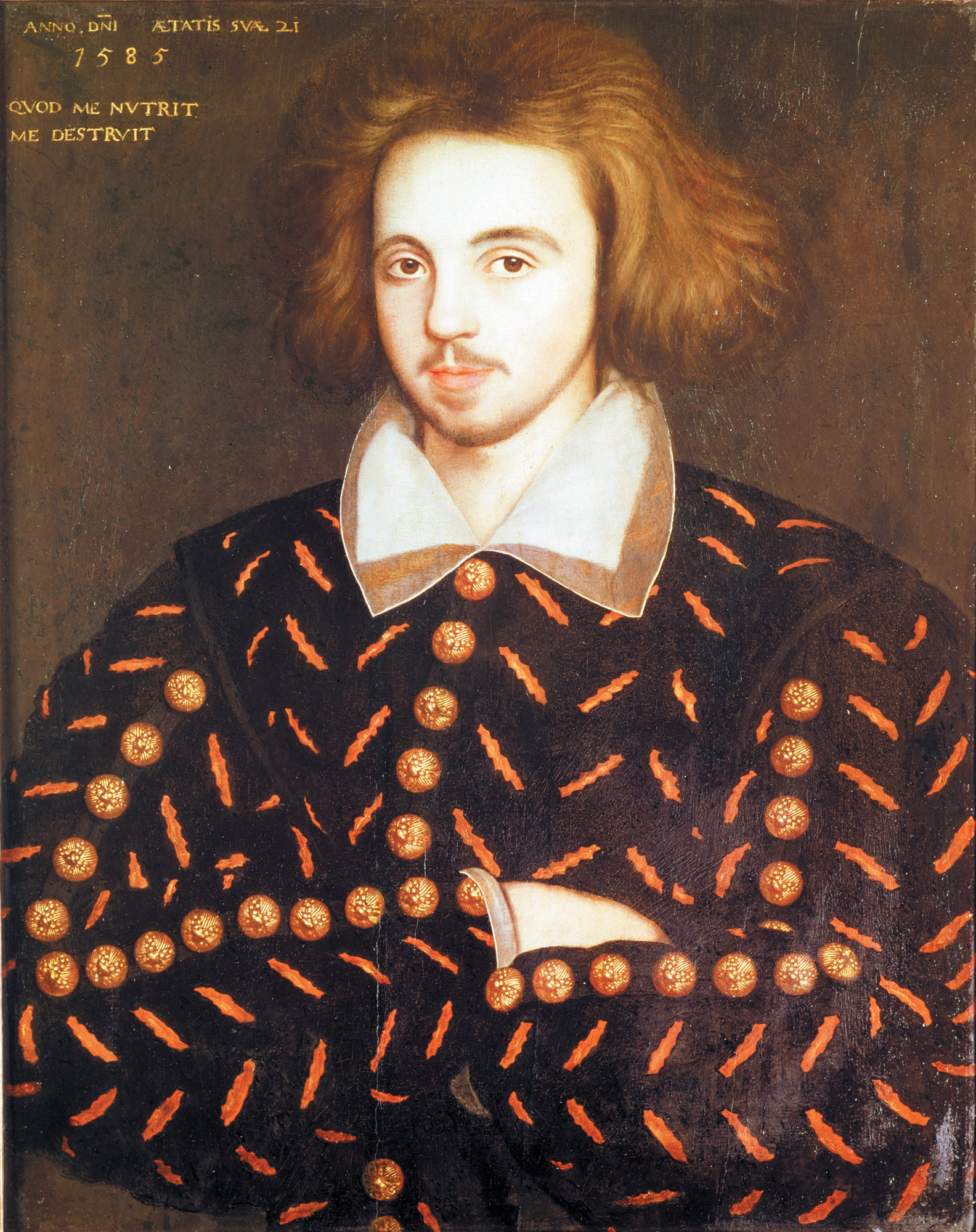
Christopher Marlowe

Der Dramatiker Christopher Marlowe wird heute, mehr als früher, als denkbarer und plausibler Kandidat präsentiert. Er ist laut zeitgenössischen Quellen zwar 1593 verstorben, das ist aber auch das Jahr, in dem der gleichaltrige Shakespeare sein op.1 (Venus und Adonis) herausgab. Marlowe wurde bereits im 19. Jahrhundert als Kandidat diskutiert. Populär wurde die Marlowe-Theorie aber erst 1955 nach dem Erscheinen des Buches des amerikanischen Journalisten Calvin Hofmann The Murder of the Man who was Shakespeare.
Marlowe wurde laut frühen historischen Kolportagen 1593 von Ingram Frizer, einem Diener von Thomas Walsingham, Marlowes Mäzen, in einem Gästehaus in Deptford (bei London) im Streit getötet. Die Marlowe-Theorie besagt, dass Marlowes Leben wegen mit Todesstrafe bedrohter Anschuldigungen von Hochverrat, Rebellion und Häresie Ende Mai 1593 in höchstem Maße bedroht war und nur dadurch gerettet werden konnte, dass er mit Unterstützung der Krone durch William Cecil, Lord Burghley seinen Tod vortäuschte, seine Identität und seinen Namen aufzugeben gezwungen war, fortan in einer inneren Verbannung/Exil in der Anonymität lebte und fortan unter zahlreichen Pseudonymen (einschließlich Shakespeare) schrieb. Das Pseudonym Shakespeare wurde nach dieser Theorie erwählt, nachdem sich ein gewisser William Shakspere aus Stratford, in London weilend, bereit fand, gegen Honorierung dem lebensbedrohten Dichtergenie und Superstar des Londoner Theaters Marlowe zur Erhöhung seiner Sicherheit als literarischer „Deckname“ zu dienen. Samuel Blumenfeld und Daryl Pinksen versuchten, in ihren 2008 unabhängig erschienenen Monografien umfassend zu belegen, dass Marlowe nur mit einem vorgetäuschten Tod in der Lage war, ab 1593 unter dem Pseudonym Shakespeare mit fremder Identität weiterzuleben.
Bastian Conrad entwickelte in seiner Marlowe Monografie 2011 auf 700 Seiten die Multi-Pseudonymitäts-Theorie, die nachzuweisen sucht, dass das im Mai 1593 wegen Hochverrat (Treason), Aufruhr (Rebellion) und Volksverhetzung (Sedition) mit der Todesstrafe unmittelbar bedrohte Dichter- und Dramatiker-Genie und Superstar des Londoner Theaters, nur mit Hilfe der Krone (William Cecil) und assistierter Todesvortäuschung gerettet werden konnte: Marlowe war gezwungen, dauerhaft seine Identität und seinen Namen aufzugeben. Er lebte ab der zweiten Jahreshälfte 1593 in einer inneren und äußeren Verbannung bzw. Exil und schrieb unter einer kaum fassbaren Zahl von Pseudonymen, Decknamen (einschließlich Shakespeare) bzw. anonymen (mit nicht identifizierbaren Initialen). Man muss zugleich berücksichtigen, dass Marlowe auch vor seinem vermeintlichen Tod nie eines seiner Werke unter seinem Namen hatte drucken lassen, er dürfte sich früh der außergewöhnlichen Gefährdung seiner, jegliche Norm sprengenden, Persönlichkeit bewusst gewesen sein.
Die Unterstützer der „Marlowe-Theorie“ zitieren u. a. stilistische bzw. stilometrische Untersuchungen, die auf Ähnlichkeiten beider in Wortschatz und Stil hindeuten. Literaturwissenschaftler konnten sich mit dem Argument einer „konspirativen“ Todesvortäuschung Marlowes nicht anfreunden. Die Stilunterschiede von Marlowe und Shakespeare seien zu groß, Ähnlichkeiten werden auf die Popularität der Marloweschen Werke zurückgeführt. Neuere stilometrische Untersuchungen gehen sogar davon aus, dass die stilistische Ähnlichkeit zwischen Marlowe und Shakespeare einem Zuordnungsirrtum entspringt. Die drei Teile von Henry VI und Titus Andronicus enthielten Marlowe-Signale, weil sie in Hauptkomponentenanalysen unmittelbar an den Marlowe-Korpus angrenzten. Dieser erwies sich jedoch nicht als homogen. Die fraglichen Texte Edward II und The Jew of Malta hatten keinerlei stilistische Übereinstimmung mit Marlowes Tamburlaine-Dramen.

### Weitere Kandidaten
Im Jahr 2007 wurde von A. W. L. Saunders in The Master of Shakespeare ein neuer Urheberschaftskandidat, Fulke Greville, 1. Baron Brooke (1554–1628), vorgeschlagen. Allerdings blieb Saunders mit diesem Vorschlag allein.
In dem 2005 veröffentlichten Buch The Truth Will Out kamen die Autoren Brenda James, Dozentin der Universität von Portsmouth, und William Rubinstein, Professor für Geschichte an der University of Wales, Aberystwyth, zu der Überzeugung, dass Sir Henry Neville (1562–1615), ein zeitgenössischer englischer Diplomat und entfernt mit Shakespeare verwandt, der Autor der Werke Shakespeares war. Nevilles Karriere brachte ihn an viele Orte, an denen Shakespeares Stücke spielen, und sein Leben enthielt zahlreiche Ähnlichkeiten mit den Ereignissen der Stücke.
Andere vorgeschlagene Kandidaten: Mary Sidney, William Stanley, der 6. Earl of Derby, Sir Edward Dyer oder Roger Manners, 5. Earl of Rutland (gelegentlich zusammen mit seiner Frau Elizabeth, Tochter von Sir Philip Sidney, und seiner Tante Mary Sidney, Countess of Pembroke, als Mitautoren). Daneben sind etwa fünfzig andere Kandidaten diskutiert worden, einschließlich des irischen Rebellen William Nugent und Königin Elizabeth (basierend auf einer vermuteten Ähnlichkeit zwischen einem Porträt der Queen und dem Kupferstich von Shakespeare in den First Folio). Malcolm X argumentierte, dass Shakespeare in Wirklichkeit König Jakob I. war.
In den 1960er-Jahren galt als die populärste Theorie, dass Shakespeares Stücke und Gedichte das Werk einer Gruppe bestehend aus u. a. De Vere, Bacon, William Stanley darstellen. Diese Theorie ist oft erwähnt und erneuert worden, zuletzt von dem bekannten Bühnenschauspieler Derek Jacobi, der der englischen Presse mitteilte, dass er die „Gruppentheorie“ unterstütze: I subscribe to the group theory. I don’t think anybody could do it on their own. I think the leading light was probably de Vere, as I agree that an author writes about his own experiences, his own life and personalities.

## Medien
Die Oxfordianer-These ist Gegenstand des Films Anonymus von Roland Emmerich (2011).

### Etablierte Ansicht / Neutrale / Zweifler
- Bertram Fields: Players: The Mysterious Identity of William Shakespeare. Regan Books, New York 2005, ISBN 0-06-077559-9.
- H. N. Gibson: The Shakespeare Claimants. London 1962. Überblick aus konservativer Sicht.
- George Greenwood: The Shakespeare Problem Restated. John Lane, London 1908.
  - derselbe: Shakespeare’s Law and Latin. Watts & Co., London 1916.
  - derselbe: Is There a Shakespeare Problem? John Lane, London 1916.
  - derselbe: Shakespeare’s Law. Cecil Palmer, London 1920.
- E. A. J. Honigman: The Lost Years. 1985.
- Irvin Leigh Matus: Shakespeare, in Fact. Continuum, London 1999, ISBN 0-8264-0928-8, Neuauflage Dover Publications, Mineola / New York 2012, ISBN 0-486-49027-0. Umfangreiche Auseinandersetzung mit der Oxford-Hypothese zur Widerlegung.
- Ian Wilson: Shakespeare – The Evidence. Unlocking the mysteries of the man and his work. Headline, London 1993, ISBN 0-7472-0582-5.
- Scott McCrea: The Case for Shakespeare. Praeger, Westport CT 2005, ISBN 0-275-98527-X.
- Bob Grumman: Shakespeare and the Rigidniks. The Runaway Spoon Press, Port Charlotte FL 2006, ISBN 1-57141-072-4.
- Paul Edmondson, Stanley Wells (Hrsg.): Shakespeare beyond doubt: evidence, argument, controversy, Cambridge University Press 2013

### Oxfordianer
In englischer Sprache:
- Mark Anderson: „Shakespeare“ By Another Name: The Life of Edward de Vere, Earl of Oxford, The Man Who Was Shakespeare. Gotham Books, New York 2005, ISBN 1-59240-103-1.
- Al Austin, Judy Woodruff: The Shakespeare Mystery. Frontline documentary, 1989 . Dokumentarfilm über die Oxford-These.
- William Plumer Fowler: Shakespeare Revealed in Oxford’s Letters. Peter E. Randall Publisher, Portsmouth/N.H. 1986, ISBN 0-914339-12-5.
- Warren Hope, Kim Holston: The Shakespeare Controversy: An Analysis of the Claimants to Authorship, and their Champions and Detractors. McFarland and Co., Jefferson/N.C. 1992, ISBN 0-89950-735-2.
- Kurt Kreiler: Anonymous Shake-Speare. The Man Behind. Dölling und Galitz, München 2011, ISBN 978-3-86218-021-9.
- J. Thomas Looney: Shakespeare Identified in Edward de Vere, Seventeenth Earl of Oxford. Cecil Palmer, London 1920 (archive.org). Das erste Buch über die Oxford-These. Reprint 1975.
- Richard Malim (Hrsg.): Great Oxford: Essays on the Life and Work of Edward de Vere, 17th Earl of Oxford, 1550–1604. Parapress, Tunbridge Wells 2004, ISBN 1-898594-79-1.
- John Michell: Who Wrote Shakespeare? Thames and Hudson, London 1999, ISBN 0-500-28113-0.
- Charlton Ogburn Jr.: The Mysterious William Shakespeare: The Man Behind the Mask. Dodd, Mead & Co., New York 1984, ISBN 0-396-08441-9. Einflussreiches Buch, in dem die Oxford-These vertreten wird.
- Diana Price: Shakespeare’s unorthodox biography: new evidence of an authorship problem. Greenwood, Westport CT 2001, ISBN 0-313-31202-8. . Einführung in die Beweisprobleme der Oxford-These.
- Joseph Sobran: Alias Shakespeare: Solving the Greatest Literary Mystery of All Time. Free Press, New York 1997, ISBN 0-684-82658-5.
- Roger Stritmatter: The Marginalia of Edward de Vere’s Geneva Bible: Providential Discovery, Literary Reasoning, and Historical Consequence. Ph.D.-Dissertation. University of Massachusetts, 2001 (shakespearefellowship.org).
- B. M. Ward: The Seventeenth Earl of Oxford (1550–1604) From Contemporary Documents. John Murray, London 1928.
- Richard Whalen: Shakespeare: Who Was He? The Oxford Challenge to the Bard of Avon. Praeger, Westport CT 1994, ISBN 0-275-94850-1.

In deutscher Sprache:
- Walter Klier: Der Fall Shakespeare – Die Autorschaftsdebatte und der 17. Graf von Oxford als der wahre Shakespeare. Laugwitz, Buchholz in der Nordheide 2004, ISBN 3-933077-15-X (Überarbeitete und erweiterte Fassung von Das Shakespeare-Komplott. Göttingen 1994).
- Robert Detobel: Wie aus William Shaxsper William Shakespeare wurde. Laugwitz, Buchholz in der Nordheide 2005, ISBN 3-933077-18-4.
- Kurt Kreiler: Der Mann, der Shakespeare erfand: Edward de Vere, Earl of Oxford. Insel Verlag, Frankfurt am Main und Leipzig 2009, ISBN 978-3-458-17452-3.
- Neues Shake-speare Journal. Jahrbuch, herausgegeben von Dr. Uwe Laugwitz und Robert Detobel (erscheint seit 1997).

### Marlowianer
(Chronologisch)
- W. G. Zeigler: It was Marlowe: a story of the secret of three centuries. 1895. Romanhafte Fiktion mit einem Vorwort, das die Theorie entwickelt.
- A. Webster: Was Marlowe the Man? In: The National Review. Band 82, 1923, S. 81–86. Theorie anhand der Sonette.
- C. Hoffman: The Murder of the Man who was Shakespeare. 1955. Erste Monographie über die Marlowe-Theorie.
- David Rhys Williams: Shakespeare, Thy Name is Marlowe. 1966.
- Lewis J. M. Grant: Christopher Marlowe, the ghost writer of all the plays, poems and Sonnets of Shakespeare, from 1593 to 1613. 1967.
- William Honey: The Shakespeare Epitaph Deciphered. 1969.
- William Honey: The Life, Loves and Achievements of Christopher Marlowe, alias Shakespeare. 1982.
- Louis Ule: Christopher Marlowe (1564–1609): A Biography. 1992.
- Annie D. Wraight: The Story that the Sonnets Tell. Hart, London 1994, ISBN 1-897763-05-0.
- Annie D. Wraight: Shakespeare: New Evidence. 1996.
- Peter Zenner: The Shakespeare Invention. The life and deaths of Christopher Marlowe. Country Books, Bakewell 1999, ISBN 1-898941-31-9.
- Alex Jack: Hamlet, by Christopher Marlowe and William Shakespeare. 2 Bände. 2005 (related website)
- Samuel L. Blumenfeld: The Marlowe-Shakespeare connection. A new study of the authorship question. McFarland, Jefferson/N.C. 2008, ISBN 978-0-7864-3902-7.
- Daryl Pinksen: Marlowe's Ghost: The Blacklisting of the Man Who Was Shakespeare. 2008, ISBN 978-0-595-47514-8.
- Robert U. Ayres: The death and posthumous life of Christopher Marlowe (Webseite)

in deutscher Sprache:
- Bastian Conrad: Der wahre Shakespeare: Christopher Marlowe, Zur Lösung des Jahrhunderte alten Autorschaftsproblems (5. Auflage, 2016) Buch & Media, 2011, ISBN 978-3-86520-374-8 (bezogene website).

### Baconianer
- N. Cockburn: The Bacon-Shakespeare Question. private publication, 1998 (Contents)
- Peter Dawkins: The Shakespeare Enigma. Polair Publ., London 2004, ISBN 0-9545389-4-3 (englisch).
- Amelie Deventer von Kunow: Francis Bacon: Last of the Tudors. 1924. Übersetzt von Willard Parker.
- Penn Leary: Bacon Is Shakespeare, Cryptographic Shakespeare (n. d.)
- Virginia M. Fellows: The Shakespeare Code. 2006, ISBN 1-932890-02-5.
- Erna Grautoff, Roman Herrscher über Traum Leben, Berlin 1940.
- Baconian Evidence For Shakespeare Evidence
- Edwin Reed: Bacon vs. Shakspere, brief for plaintiff Service & Patton, Boston 1897

### Rutlandianer
- Karl Bleibtreu: Der Wahre Shakespeare. G. Mueller, München 1907.
- Lewis Frederick Bostelmann: Rutland. Rutland publishing company, New York 1911.
- Celestin Demblon: Lord Rutland est Shakespeare. Charles Carrington, Paris 1912.
- Pierre S. Porohovshikov (Porokhovshchikov): Shakespeare Unmasked. Savoy book publishers, New York 1940.
- Ilya Gililov: The Shakespeare Game: The Mystery of the Great Phoenix. Algora Pub., New York 2003, ISBN 0-87586-181-4.
- Brian Dutton: Let Shakspere Die: Long Live the Merry Madcap Lord Roger Manner, 5th Earl of Rutland the Real „Shakespeare“. RoseDog Books, 2007 (Jüngste Studie der Rutland-Theorie).

### Akademische Autorschaftsdebatte
- Jonathan Hope: The Authorship of Shakespeare’s Plays: A Socio-Linguistic Study. Cambridge University Press, 1994 (behandelt Probleme der Autorschaft Shakespeares außerhalb der Urheberschafts-Debatte).

in deutscher Sprache:
- Hartmut Ilsemann: William Shakespeare – Dramen und Apokryphen: Eine stilometrische Untersuchung mit R. Aachen: Shaker, 2014.
- Hartmut Ilsemann: Wer schrieb Shakespeare und Was schrieb Shakespeare wirklich? Düren: Shaker, 2023.

### Etablierte Ansicht
- David Kathman, Terry Ross: The Shakespeare Authorship Page
  - Tom Reedy, David Kathman: How We Know That Shakespeare Wrote Shakespeare: The Historical Facts
- Irvin Leigh Matus’ Shakespeare-Seite mit mehreren Artikeln aus orthodoxer Sicht
  - Irvin Leigh Matus: The Case for Shakespeare aus dem Atlantic Monthly von 1991
- Truth vs. Theory, Shakespeare als Autodidakt
- T.L. Hubeart, Jr. „The Shakespeare Authorship Question“, kurze Übersicht über die Autorschafts-Debatte (Webarchiv) (Memento vom 17. Januar 2008 im Internet Archive)
- Alan H. Nelsons Shakespeare-Urheberschafts-Seite, von einem Biographen von Oxford, der kein Vertreter der Urheberschaftsthese ist

### „Anti-Stratfordianer“ (generell)
- The Shakespeare Authorship Coalition, Homepage der „Declaration of Reasonable Doubt About the Identity of William Shakespeare“ – knappe Darstellung der Standpunkte der Kritiker an Shakespeares Urheberschaft. Zweifler können eine Online-Deklaration unterschreiben

### „Oxfordianer“
- Neueste Forschung zur Oxford Theorie
- Joseph Sobran zu Kathman
- Shakespeare Oxford Society
- Film The Shakespeare Mystery
- Artikel von Joseph Sobran, The Shakespeare Library
- The Shakespeare Authorship Studies Conference, jährliche Konferenz an der Concordia University in Oregon
- The De Vere Society of Great Britain
- In Deutschland: Neue Shake-speare Gesellschaft

### „Baconianer“
- N. Cockburn: The Bacon–Shakespeare Question. Selbstverlag, 1998 (Contents), OCLC 78892818

### „Marlowianer“
- Peter Farey’s Marlowe Seite
- Frontline: Much Ado About Something, Webseite zu einer Fernsehdokumentation
- Marlowe Lives! Sammlung von Artikeln, Dokumenten, Links
- Jeffrey Gantz, Review von Hamlet, by William Shakespear and Christopher Marlowe: 400th Anniversary Edition durch einen Skeptiker
- Peter Bull, Shakespeare’s Sonnets Written by Kit Marlowe

### Weitere Kandidaten
- Website zu Fulke Greville, Lord Brooke: The Master of Shakespeare, A.W.L. Saunders, 2007
- Spricht sich für den Earl of Derby aus
- Terry Ross, „The Droeshout Engraving of Shakespeare: Why It’s NOT Queen Elizabeth“.